# Tatjana Lebiediewa (narciarka)
Tatjana Anatoljewna Lebiediewa (ros. Татьяна Анатольевна Лебедева, ur. 20 maja 1973 w Kijowie) – rosyjska narciarka alpejska reprezentująca także ZSRR.

## Kariera
Po raz pierwszy na arenie międzynarodowej pojawiła się w 1990 roku, startując na mistrzostwach świata juniorów w Zinal. Zajęła tam 12. miejsce w zjeździe, 15. w supergigancie, 24. w slalomie i 28. w gigancie.
W zawodach Pucharu Świata zadebiutowała 8 lutego 1991 roku w Garmisch-Partenkirchen, gdzie zajęła 9. miejsce w zjeździe. Tym samym już w debiucie zdobyła pierwsze pucharowe punkty. Na podium zawodów PŚ jedyny raz stanęła 20 grudnia 1992 roku w Lake Louise, kończąc supergiganta na drugiej pozycji. W zawodach tych rozdzieliła dwie Niemki: Katję Seizinger i Reginę Häusl. W sezonie 1992/1993 zajęła 26. miejsce w klasyfikacji generalnej.
Wystartowała na igrzyskach olimpijskich w Albertville w 1992 roku, gdzie zajęła 18. miejsce w kombinacji, 19. w zjeździe i 28. w supergigancie. Na rozgrywanych rok później mistrzostwach świata w Morioce zajęła 14. miejsce w zjeździe, 28. w supergigancie i 34. w gigancie. Była też osiemnasta w supergigancie podczas mistrzostw świata w Sierra Nevada w 1996 roku.
Podczas treningu przed zjazdem kobiet na MŚ 1996 Lebiediewa zderzyła się z członkiem jury Haraldem Schönhaarem. W wyniku kolizji oboje doznali złamania nogi. Lebiediewa nie powróciła do startów w zawodach międzynarodowych.

## Osiągnięcia

### Igrzyska olimpijskie
| Miejsce | Dzień     | Rok  | Miejscowość | Konkurencja | Czas biegu | Strata      | Zwyciężczyni       |
| ------- | --------- | ---- | ----------- | ----------- | ---------- | ----------- | ------------------ |
| 18.     | 13 lutego | 1992 | Albertville | Kombinacja  | 2,55 pkt   | +107,79 pkt | Petra Kronberger   |
| 19.     | 15 lutego | 1992 | Albertville | Zjazd       | 1:52,55    | +2,60       | Kerrin Lee-Gartner |
| 28.     | 18 lutego | 1992 | Albertville | Supergigant | 1:21,22    | +5,70       | Deborah Compagnoni |

### Mistrzostwa świata
| Miejsce | Dzień     | Rok  | Miejscowość   | Konkurencja | Czas biegu | Strata | Zwyciężczyni    |
| ------- | --------- | ---- | ------------- | ----------- | ---------- | ------ | --------------- |
| 34.     | 10 lutego | 1993 | Morioka       | Gigant      | 2:17,59    | +11,23 | Carole Merle    |
| 14.     | 11 lutego | 1993 | Morioka       | Zjazd       | 1:27,38    | +1,35  | Kate Pace       |
| 28.     | 14 lutego | 1993 | Morioka       | Supergigant | 1:33,52    | +2,64  | Katja Seizinger |
| 18.     | 12 lutego | 1996 | Sierra Nevada | Supergigant | 1:21,00    | +1,92  | Isolde Kostner  |

### Mistrzostwa świata juniorów
| Miejsce | Dzień    | Rok  | Miejscowość | Konkurencja | Czas biegu | Strata | Zwyciężczyni          |
| ------- | -------- | ---- | ----------- | ----------- | ---------- | ------ | --------------------- |
| 12.     | 21 marca | 1990 | Zinal       | Zjazd       | 1:25,48    | +2,10  | Swietłana Gładyszewa  |
| 15.     | 22 marca | 1990 | Zinal       | Supergigant | 1:10,12    | +2,22  | Katja Seizinger       |
| 28.     | 23 marca | 1990 | Zinal       | Gigant      | 2:23,17    | +8,95  | Manuela Umele         |
| 24.     | 24 marca | 1990 | Zinal       | Slalom      | 1:06,79    | +11,57 | Katrin Neuenschwander |

### Puchar Świata

#### Miejsca w klasyfikacji generalnej
- sezon 1990/1991: 69.
- sezon 1991/1992: 77.
- sezon 1992/1993: 26.
- sezon 1993/1994: 116.
- sezon 1994/1995: 78.
- sezon 1995/1996: 60.

#### Miejsca na podium
1. Lake Louise – 20 grudnia 1992 (supergigant) – 2. miejsce